# ستيفن جاي شوارتز
ستيفن جاي شوارتز (بالإنجليزية: Steven Jay Schwartz)‏ هو فيزيائي أمريكي، ولد في 15 سبتمبر 1951.